# Божевільні (фільм, 2010)
«Божевільні» (англ. The Crazies) — американський фільм жахів 2010 року. Ремейк фільму «Божевільні» (1973).

## Сюжет
Жителі маленького містечка заражаються невідомим вірусом, через який інфіковані несвідомо починають нападати і вбивати інших людей. В результаті цього місто закривають на карантин.

## У ролях
| Актор              | Роль                 |
| ------------------ | -------------------- |
| Тімоті Оліфант     | Девід                |
| Рада Мітчелл       | Джуді                |
| Джо Андерсон       | Рассел               |
| Даніель Панабейкер | Бекка                |
| Крісті Лінн Сміт   | Дірдра Фарнум        |
| Бретт Рікабі       | Білл Фарнум          |
| Престон Бейлі      | Ніколас              |
| Джон Ейлуорд       | мер Хоббс            |
| Джо Ріган          | рядовий Біллі Бебкок |
| Гленн Моршауер     | офіцер розвідки      |
| Ларрі Седар        | Бен Сандборн         |
| Грегорі Спорледер  | Тревіс Квінн         |
| Майк Гікман        | Рорі Гемілл          |
| Ліза К. Вайетт     | Пеггі Гемілл         |
| Джастін Велборн    | Курт Гемілл          |
| Чет Гриссом        | Кевін Міллер         |
| Тамус Раундс       | Натан                |
| Бретт Вагнер       | Джессі               |
| Пірс Ганьон        | розгублена дитина    |